# Nautische diepte

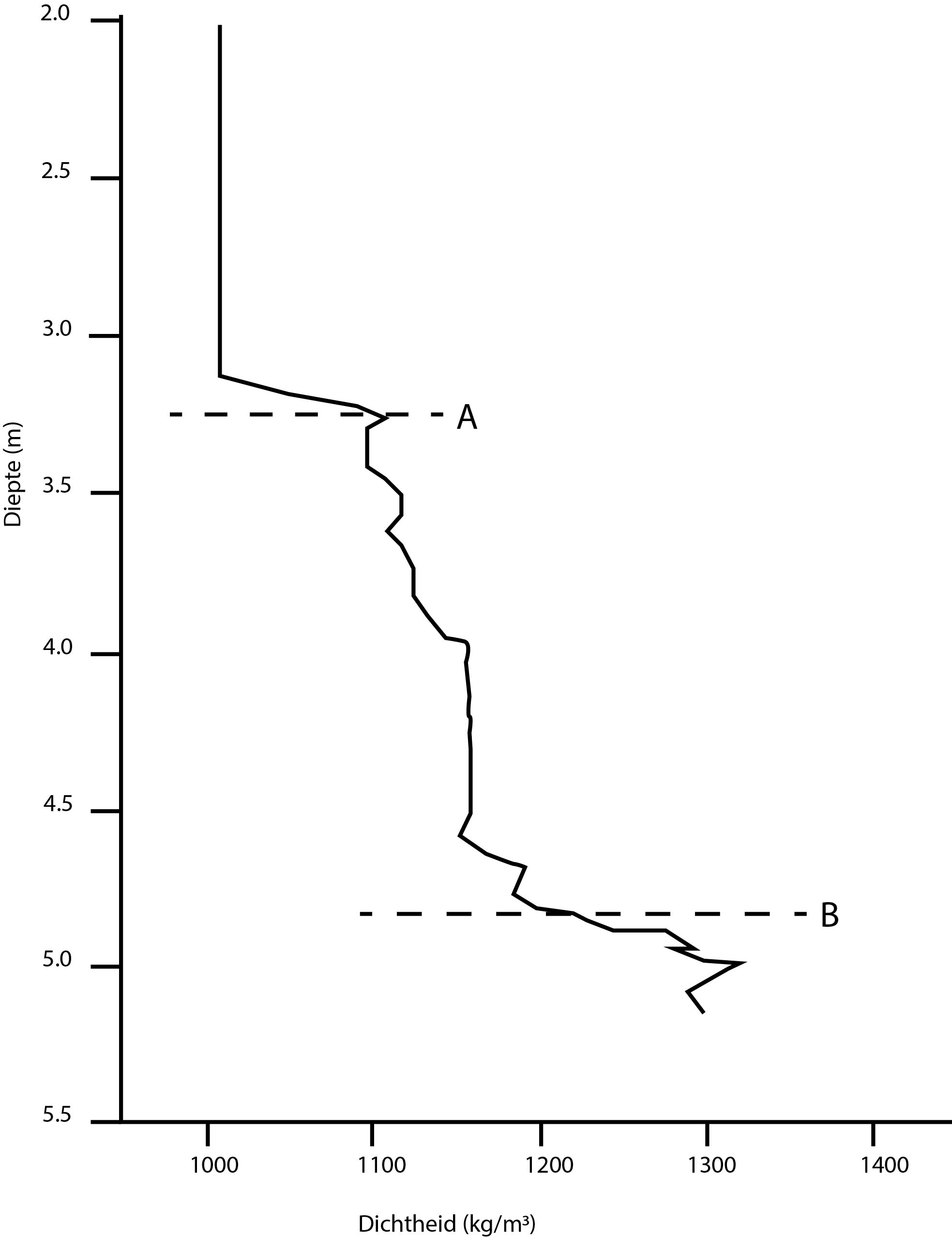
Dichtheidsprofiel in een haven in en slibrijke omgeving

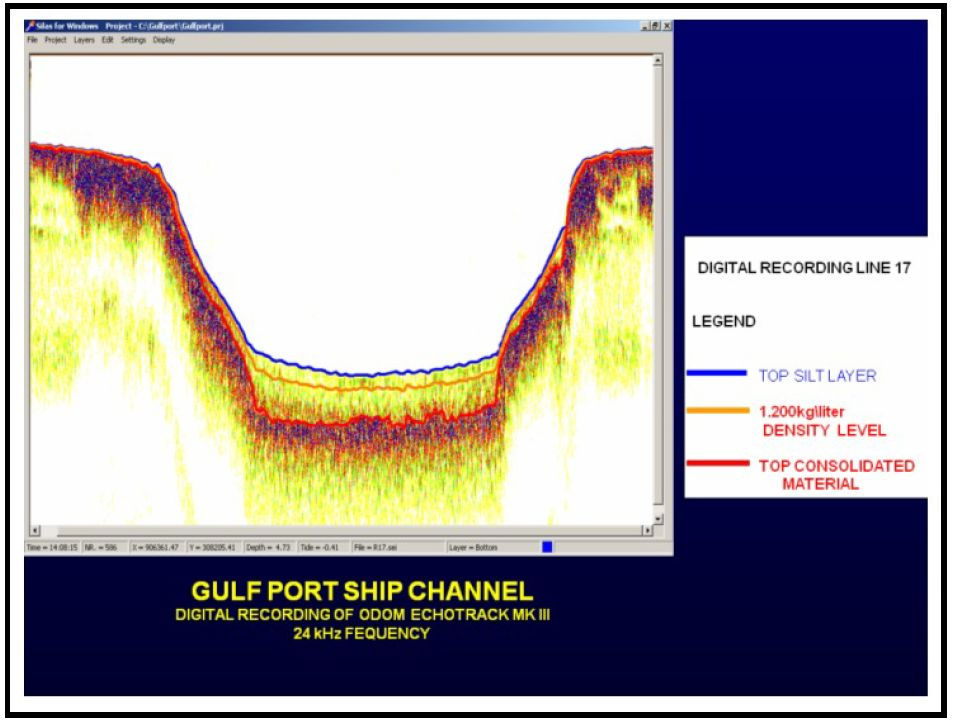
Het bodemprofiel van het Gulfport channel in de Verenigde Staten

De nautische diepte is de diepte van een haven of vaarweg waar het bodemmateriaal een dichtheid heeft van 1200 kg/m³. Deze definitie van waterdiepte is ingevoerd omdat bij slibrijke bodems de definitie van "bodem" niet eenduidig is. Schepen kunnen door sliblagen met een dichtheid van minder dan 1200 kg/m³ nog goed varen. Het gebruik van de nautische diepte, als alternatief voor de diepte die door de echoloden met een standaardfrequentie van 210 kHz gevonden wordt, maakt dat dieper stekende schepen een vaarweg of haven kunnen gebruiken. 
Als een echolood gebruikt wordt met een veel lagere frequentie, worden lagen gevonden met een grotere dichtheid. Het blijkt dat gebruik van 33 kHz in de buurt komt van de 1200 kg/m³, maar nog iets te lage dichtheid geeft. Het probleem is dat niet in iedere haven er dezelfde relatie is tussen echolood-frequentie en dichtheid. In Emden is ligt de te gebruiken frequentie voor weergeven van de 1200 kg/m³ tussen de 5 en 12 kHz.
In bijgaande figuur is een dichtheidsprofiel van een haven in zo'n slibrijke omgeving weergegeven. Een normaal echolood geeft in dit geval aan dat de bodem op 3,25 m ligt (A). Maar daaronder bevindt zich nog een laag met waterrijk slib. Schepen kunnen varen tot een dichtheid van 1200 kg/m³. De werkbare diepte van deze haven is dus 4,75 m (B). Dat scheelt dus 1,5 m. Het probleem van de onduidelijke relatie tussen echolood-frequentie en dichtheid kan opgelost worden door met speciale apparatuur direct het dichtheidsprofiel te meten.
De nautische diepte is de momentane en lokale verticale afstand tussen de bodem met een dichtheid van 1200 kg/m³ en het vrije wateroppervlak, rekening houdend met de kielspeling van een vaartuig.
Bij toegangsgeulen speelt hetzelfde. In een slibrijke omgeving zal het slib zich verzamelen in de geul die regelmatig uitgebaggerd moet worden. Door de definitie van nautische bodem blijft deze geul langer toegankelijk voor diepstekende schepen en kan dus bespaard worden op baggerkosten. Het Gulfport ship channel in de Verenigde staten is daarvan een voorbeeld. 
De roerkarakteristieken van schepen worden bij het varen door slib wel anders. Daarom moeten loodsen ook speciaal getraind worden voor varen in dit soort situaties.

## Relatie met onderhoudsbaggerwerk
De kosten van het baggerwerk (per m³) hangen maar voor een klein deel af van de de dichtheid van het slib. Baggeren van slib met een lage dichtheid kost minder energie, en is daarom voor het baggerbedrijf goedkoper. Maar het effect voor de havenbeheerder is als er vooral slib met lage dichtheid gebaggerd wordt veel minder groot (er moet voor veel meer m³ betaald worden). Daarom is in slibrijke gebieden sinds de eeuwwisseling het steeds meer gebruikelijk om baggerwerk te betalen per ton droge stof in plaats van per m³. Het wordt dan voor het baggerbedrijf aantrekkelijk om materiaal met een zo groot mogelijk dichtheid te baggeren. Veelal wordt dit gedaan met een sleephopperzuiger; de zuigmond wordt dan niet op de (1100 kg/m³) bodem gelegd, maar wordt wat dieper in het slibpakket gelegd. De hoeveelheid sediment (in kg) die dan per m³ gebaggerd wordt is veel groter.  
Een andere optie die in Emden gebruikt wordt is om een onderwaterpomp diep in de sliblaag te leggen en van daaruit het materiaal in een hopper te pompen.